# Argalasti
Argalasti (griechisch Αργαλαστή (f. sg.)) ist eine Kleinstadt in Thessalien und Sitz der Gemeinde Notio Pilio. Sie liegt im Süden der Pilio-Halbinsel (1624 m, Pourianos Stavros) auf einer fruchtbaren Hochebene 196 m über den Meeresspiegel und ca. 41 km von der Stadt Volos entfernt. Der Ort ist ein Handels- und Tourismus-Zentrum der Region. Argalasti ist Ausgangspunkt für die nahe gelegenen Strände am Pagasitischen Golf (Chorto, Kalamos, Lefokastro) und am Ägäischen Meer (Potistika, Melani, Paltsi). Chorto diente bis zum Beginn der 1960er Jahre als Hafen von Argalasti für den Verkehr von und nach Volos.

## Gliederung
Argalasti wurde 1912 als Landgemeinde (kinotita) anerkannt und 1997 mit der Eingemeindung von Metochi und Xinovrysi zur Stadtgemeinde (dimos) hochgestuft. Mit der Verwaltungsreform 2010 wurde sie mit vier weiteren Gemeinden der Pilio-Halbinsel zur neuen Gemeinde Notio Pilio (‚Süd-Pilion‘) fusioniert.
| Ortsgemeinschaft | griechischer Name           | Code     | Fläche (km²) | Einwohner 2001 | Einwohner 2011 | Dörfer und Siedlungen                                                       |
| ---------------- | --------------------------- | -------- | ------------ | -------------- | -------------- | --------------------------------------------------------------------------- |
| Argalasti        | Τοπική Κοινότητα Αργαλαστής | 24040301 | 56,526       | 1820           | 1694           | Argalasti, Kalamos, Kallithea, Lefokastro, Myriovryti, Paltsi, Paou, Chorto |
| Metochi          | Τοπική Κοινότητα Μετοχίου   | 24040302 | 07,604       | 0139           | 0078           | Metochi                                                                     |
| Xinovrysi        | Τοπική Κοινότητα Ξινόβρυσης | 24040103 | 10,627       | 0199           | 0213           | Xinovrysi, Potistika                                                        |
| Gesamt           | Gesamt                      | 240401   | 74,757       | 2158           | 1985           |                                                                             |